# Palais Bezzoli
 (août 2024).
Le Palazzo Bezzoli, ou Del Bembo ou Martelli, est un édifice civil du centre historique de Florence. Le palais figure sur la liste dressée en 1901 par la Direction générale des Antiquités et des Beaux-Arts, comme édifice monumental à considérer comme patrimoine artistique national.

## Histoire et description

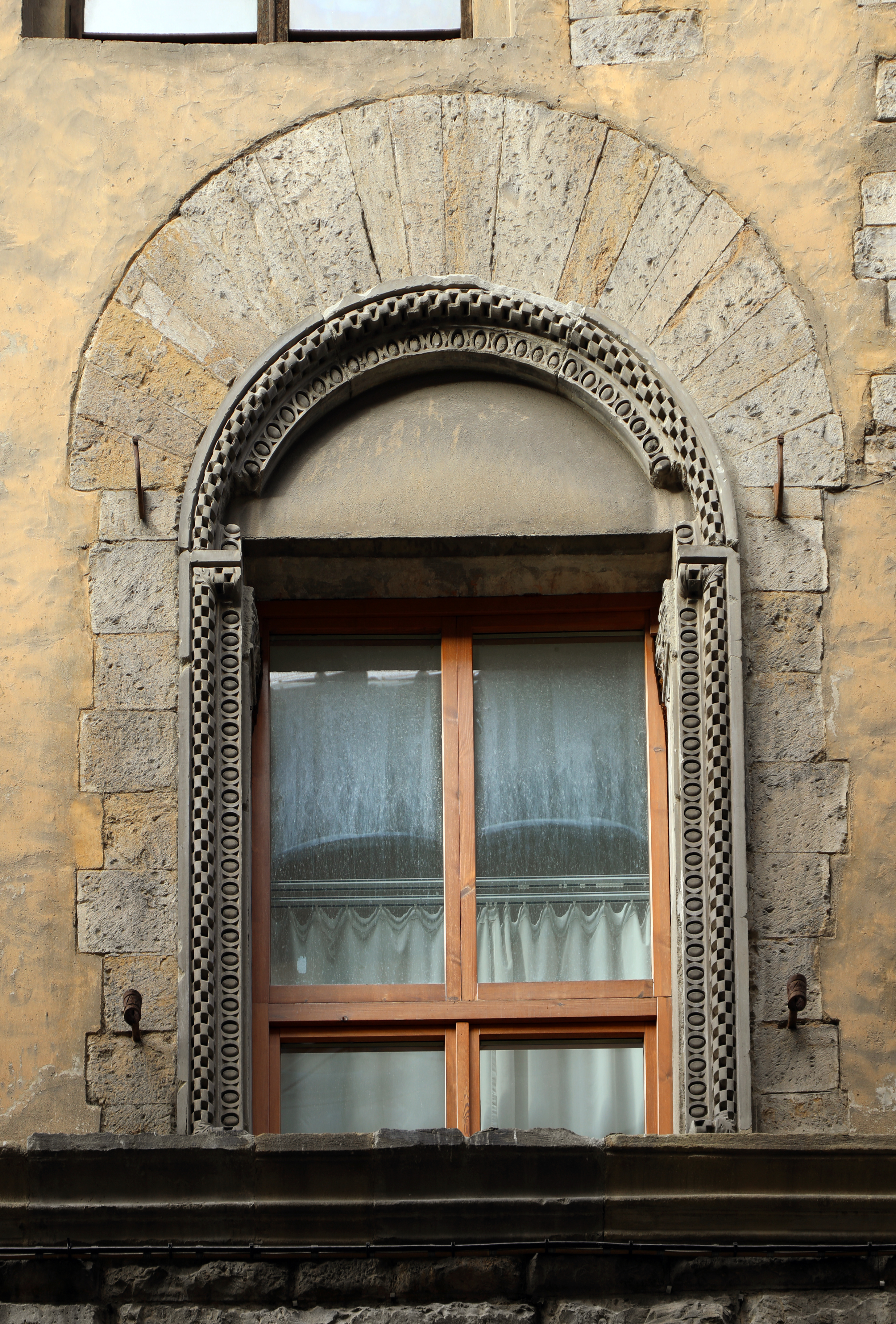
La fenêtre Brunelleschienne

Il a été construit pour la famille Bezzole de Forte Bezzole (plus tard Bezzoli ou Bezzuoli) au début du XIVe siècle, avec l'intervention traditionnellement rapportée d'Arnolfo di Cambio, maître d'œuvre du chantier voisin de la cathédrale de Florence ; Arnolfo lui-même aurait établi son propre atelier au rez-de-chaussée et y aurait peut-être même vécu (cependant non étayé par aucune documentation).
« Un des bâtiments qui conserve presque intact le caractère sévère et grandiose des palais florentins du Moyen Âge [...]. La façade est entièrement en pietra forte, les fenêtres cintrées à barreaux sont alignées avec de robustes cadres récurrents, tandis que le sol est composé d'une série de grands arcs soutenus par des piliers, tous deux en pierre rustique, peut-être au XVe siècle pour lui donner un aspect moins sévère et plus élégant, mais les travaux commencés avec les belles décorations d'une fenêtre sont restés interrompus, et le palais, avec moins de légères défigurations, nous est parvenu avec ses formes originales du XIIIe siècle ».
Toujours selon la tradition, cette fenêtre au cadre orné de la Piazza dell'Olio, aurait été conçue par Filippo Brunelleschi. Cependant, il n'existe aucun document pouvant donner un quelconque fondement à ces rumeurs populaires qui, en un mot, rassembleraient les noms des deux architectes florentins les plus célèbres dans ce même bâtiment.
Mazzino Fossi précise : « Le corps principal se trouve aux numéros 11r-21r et sur la Piazza dell'Olio. Là où se trouve le numéro 1, le bâtiment, avec des traces médiévales au rez-de-chaussée, présente une rénovation du XIXe siècle ».
Du côté de la Piazza dell'Olio se trouve un mémorial récent (installé en 2006) en mémoire du séjour de Wolfgang Amadeus Mozart dans cet hôtel lors de son premier voyage à Florence en 1770.
|  |  |

Le palais passa alors peut-être à la famille Del Bembo puis à la famille Martelli. Au XIXe siècle, il a été épargné par l'agrandissement de la via Cerretani, car il se trouvait de l'autre côté des travaux.
De 1918 à 1962, l'écrivain et critique Piero Santi vécut ici et, comme le rappelle Cecconi, « dans la seconde moitié des années trente, sa maison de la Piazza dell'Olio était surtout fréquentée par ses amis Franco Fortini, Alessandro Parronchi, Franco Calamandrei, Valentino Bucchi, Manlio Cancogni et Carlo Cassola ». C'est également à cette adresse que Santi fonda en 1950 la galerie d'art L'Indiano, dirigée par son ami Paolo Marini jusqu'en 1985 et dans laquelle gravitèrent des artistes tels que Ottone Rosai, Ernesto Treccani, Renato Guttuso.

## Notes

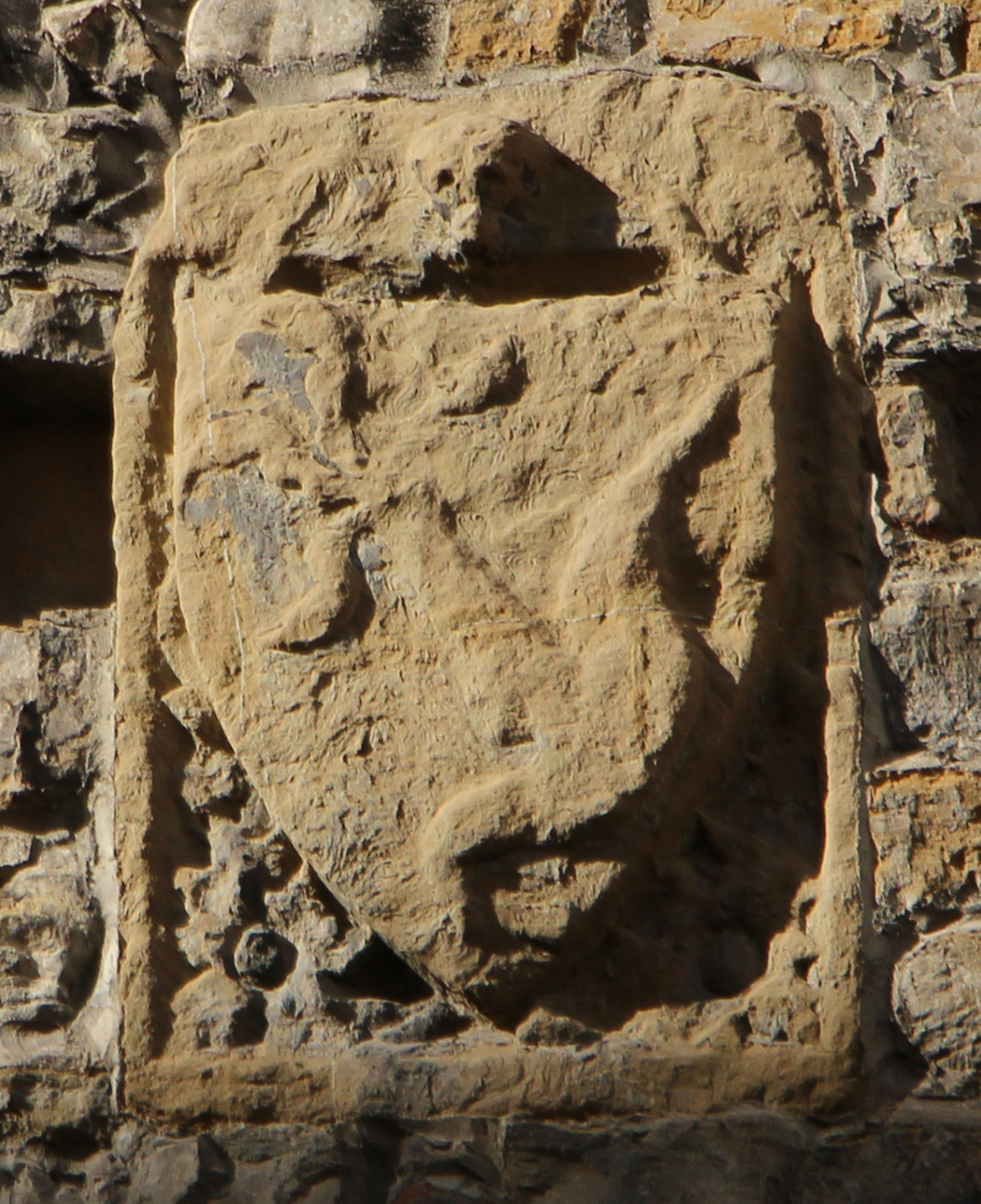
Armoiries des Bezzoli